# Caulerpa taxifolia
Caulerpa taxifolia is een soort zeewier. Deze alg wordt wereldwijd in aquaria gebruikt omwille van zijn frisgroene bladeren en zijn bestandheid tegen visvraat.
De alg is berucht omwille van zijn invasiviteit en toxiciteit: ze overwoekert de zeebodem als ze in de zee terechtkomt (vandaar haar bijnaam 'killeralg'). De oorsprong van deze exotische alg is onbekend; ze zou vanuit de oceaan ten oosten van Australië afkomstig zijn en rond 1950 ingevoerd zijn om in de aquaria van de Wilhelma in Stuttgart (1980) als beplanting te dienen; van daaruit zou ze naar het Musée Océanographique de Monaco (1984) getransporteerd zijn, waar ze via het riool de Middellandse Zee zou bereikt hebben. Tegen 1989 had de plant al een groot stuk zeebodem ingepalmd. De alg werd ondertussen ook al gevonden in Australië en de Verenigde Staten.
Caulerpa geldt als het grootst bekende eencellige organisme; één plant bestaat ook uit slechts één, veel-kernige, cel.

## Middellandse Zee
In de Middellandse Zee dreigt Caulerpa taxifolia andere waterplanten te overwoekeren en uit te roeien. Met name vreest men aantasting van de zeegrasvelden (soort: Posidonia oceanica, familie Posidoniaceae), die een belangrijk ecosysteem vormen voor de Middellandse Zee. Aantasting van de zeegrasvelden kan op den duur leiden tot verhuizing van allerlei vissoorten naar niet aangetaste gebieden.